# Lista de pinturas de Vieira Lusitano

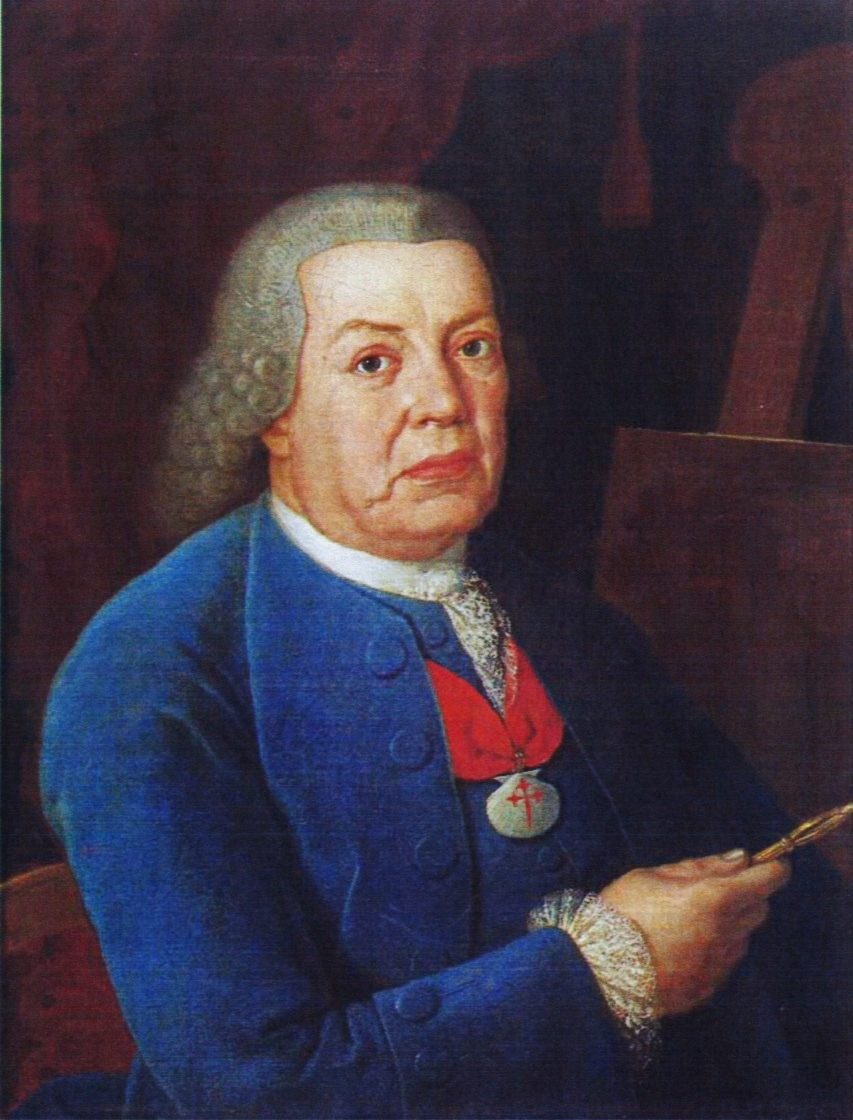
Cópia de Autorretrato de Vieira Lusitano (c. 1774), por Joaquim Manuel da Rocha

Esta é uma lista de pinturas de Vieira Lusitano, não sendo exaustiva, mas tão só das que como tal estão registadas na Wikidata.
A lista está ordenada pela data de criação de cada pintura. Existem obras para as quais não foi ainda registada a data precisa de criação aparecendo apenas como tendo sido no século XVIII surgindo no final da lista.
Como nas outras listas geradas a partir da Wikidata, os dados cuja designação se encontra em itálico significa que apenas têm ficha na Wikidata, não tendo ainda artigo próprio criado na Wikipédia.
Francisco Vieira de Matos (1699-1783), conhecido como Vieira Lusitano, partiu para Roma, em 1712, com o patrocínio de Rodrigo de Meneses e Almeida, 1.º Marquês de Abrantes, tendo estudado com os pintores Benedetto Lutti e Francesco Trevisani e sido o primeiro português a ser galardoado com um prémio da Academia de São Lucas de Roma. Regressou a Lisboa, em 1721, tendo sido nomeado pintor régio no reinado de D. João V, em 1733, e professor da Academia Real de História no ano seguinte. Em 1744, obteve o título de Cavaleiro da Ordem de Santiago. Em 1774, após a morte de sua mulher, Inês de Lima, o pintor recolheu-se ao Convento do Beato António, em Xabregas, onde escreveu a sua autobiografia: O Insigne Pintor e Leal Esposo. Foi nomeado honorificamente primeiro diretor da Academia do Nu, que Cyrillo Volkmar Machado tentou criar em 1780, tendo falecido três anos depois, amargurado e retirado da actividade de pintor.
Lisboa foi tema e destino de grande parte da sua obra. Muitas criações perderam-se com o Terramoto de 1755, como o inacabado ciclo para a sacristia da Igreja Patriarcal, ou o teto da Igreja dos Mártires. Entre a obra que perdurou, contam-se as pinturas para a Capela de Santo António na Igreja de São Roque, "São Francisco despojado dos hábitos seculares", que se preserva na igreja do Menino Deus, e "Santo Agostinho calcando aos pés a heresia", obra destinada ao Convento da Graça e que se encontra no presente no Museu Nacional de Arte Antiga.
| Imagem | Título                                                                                                 | Data           | Retrata                                                                                 | Coleção                            | Descrito em |
| ------ | --- | -------------- | --------------------------------------------------------------------------------------- | ---------------------------------- | ----------- |
|        | Retrato de D. Lourenço José Brotas de Lencastre                                                        | 1750           | homem bengala                                                                           | Museu Nacional de Arte Antiga      |             |
|        | Retrato de D. Jorge de Almeida                                                                         | 1750           |                                                                                         | Igreja de São Vicente de Fora      |             |
|        | Retrato de D. António de Mendonça                                                                      | 1750           | António de Mendonça                                                                     | Igreja de São Vicente de Fora      |             |
|        | Retrato de D. João de Sousa                                                                            | 1750           | João de Sousa (arcebispo)                                                               | Igreja de São Vicente de Fora      |             |
|        | Retrato de D. Miguel de Castro                                                                         | 1750           | Miguel de Castro                                                                        | Igreja de São Vicente de Fora      |             |
|        | Retrato do Cardeal D. Henrique de Portugal                                                             | 1750           | Henrique I de Portugal                                                                  | Igreja de São Vicente de Fora      |             |
|        | Candida e Gelasia                                                                                      | 1731           |                                                                                         | Igreja de Santa Catarina (Lisboa)  |             |
|        | Nossa Senhora da Conceição                                                                             | 1764           | Imaculada Conceição                                                                     | Igreja de São Francisco de Paula   |             |
|        | A Virgem Maria e o Menino e Santa Isabel e São João Baptista                                           | 1764           | Virgem Maria Jesus Isabel João Batista                                                  | Igreja de São Francisco de Paula   |             |
|        | Santo António                                                                                          | 1763           | Santo António de Lisboa                                                                 | Igreja de São Francisco de Paula   |             |
|        | Cardeal D. Jorge da Costa                                                                              | década de 1740 | Jorge da Costa                                                                          | Igreja de São Vicente de Fora      |             |
|        | Santo Agostinho derrota a heresia                                                                      | 1736           | Agostinho de Hipona                                                                     | Museu Nacional de Arte Antiga      |             |
|        | A Virgem Maria e o Menino Jesus com Santa Isabel e São João Baptista e Santos                          | século XVIII   | Virgem Maria Menino Jesus Isabel João Batista                                           | Palácio Nacional de Mafra          |             |
|        | Retrato do Rei D. Pedro III                                                                            | década de 1760 | Pedro III de Portugal                                                                   | Palácio Nacional de Queluz         |             |
|        | Retrato da Infanta D. Maria de Portugal                                                                | 1753           | Maria I de Portugal                                                                     | Palácio Nacional de Queluz         |             |
|        | Retrato de D. Maria Ana Josefa                                                                         | 1753           | Maria Ana Francisca Josefa de Bragança                                                  | Palácio Nacional de Queluz         |             |
|        | Retrato da Infanta D. Maria Francisca Doroteia                                                         | 1753           | Maria Francisca Doroteia de Bragança                                                    | Palácio Nacional de Queluz         |             |
|        | Retrato de Lázaro Leitão Aranha                                                                        | 1747           | Lázaro Leitão Aranha                                                                    |                                    |             |
|        | Retábulo da Sagrada Família sob a Pomba do Espírito Santo, acompanhada de S. João Baptista e seus pais | século XVIII   | Sagrada Família João Batista Isabel Zacarias                                            | Palácio da Bemposta                |             |
|        | Santa Bárbara                                                                                          | 1736           | Bárbara de Nicomédia                                                                    | Museu Nacional de Arte Antiga      |             |
|        | Retrato de D. Maria Ana de Bragança                                                                    | 1753           | Maria Ana Francisca Josefa de Bragança                                                  | Palácio Real de Aranjuez           |             |
|        | Retrato de D. Maria Francisca de Bragança                                                              | 1753           | Maria Francisca Benedita de Bragança                                                    | Palácio Real de Aranjuez           |             |
|        | Retrato de D. Maria Francisca Doroteia de Bragança                                                     | 1753           | Maria Francisca Doroteia de Bragança                                                    | Palácio Real de Aranjuez           |             |
|        | Adoração dos Magos                                                                                     | 1760           | Menino Jesus Virgem Maria Três Reis Magos Melchior Caspar Balthazar (rei mago) presente | No/unknown value                   |             |
|        | Vénus ao Espelho                                                                                       | século XVIII   | Vénus                                                                                   | Casa-Museu Dr. Anastácio Gonçalves |             |
|        | Porträt der Infanta Maria of Portugal (1734-1816)                                                      | 1753           |                                                                                         | Palácio Nacional de Queluz         |             |
|        | Aparição da Virgem a Santo António                                                                     | século XVIII   | Santo António de Lisboa Virgem Maria                                                    | Igreja de São Roque                |             |
|        | Santo António pregando aos peixes                                                                      | século XVIII   | Santo António de Lisboa                                                                 | Igreja de São Roque                |             |

∑ 28 items.